# روزيتو فالفورتوري
روزيتو فالفورتوري (بالإيطالية: Roseto Valfortore)‏ هي بلدية في مقاطعة فودجا في إقليم بوليا الإيطالي.

## السكان
في سنة 1861 بلغ عدد السكان 5٬897 نسمة، وتطور العدد ليصل في سنة 2011 لـ 1٬149 نسمة.
يظهر هذا المخطط البياني تطور النمو السكاني لـ روزيتو فالفورتوري